# 1999 (Lucio Dalla)
1999 è il primo album del cantautore italiano Lucio Dalla, pubblicato nel 1966 dall'etichetta discografica ARC.

## Il disco
L'album 1999 viene inciso da Lucio Dalla dopo i primi due anni di attività, in cui ha pubblicato quattro 45 giri: di queste precedenti 8 canzoni, 4 vengono incluse nel disco (Lei (non è per me), L'ora di piangere, Io non ci sarò e Pafff...bum!, presentata al Festival di Sanremo di quell'anno ed eseguita in coppia con gli Yardbirds), mentre le altre restano inedite su LP.
La produzione del disco è di Gian Franco Reverberi, all'epoca direttore artistico della ARC; alla registrazione partecipa il gruppo di Lucio Dalla, Gli Idoli (fotografati sul retro di copertina); i cori invece sono cantati dal coro I 4 + 4 di Nora Orlandi in L'ora di piangere e dal gruppo I Cantori Moderni di Alessandroni in Io non ci sarò, mentre in Lei (non è per me) il coro gospel è diretto da padre A. Sartori.

Gli Idoli, il complesso che accompagna Dalla nelle sue prime incisioni e dal vivo

Le vendite del disco sono praticamente inesistenti, e non verrà più ristampato dalla RCA fino al 1989, diventando quindi una rarità discografica.
Gli arrangiamenti sono di Gian Piero Reverberi (tranne Io non ci sarò, arrangiata da Ruggero Cini), e molte musiche sono composte da suo fratello Gian Franco.
Vi sono due cover di James Brown, segno dell'interesse che Dalla aveva in quel periodo per il rhythm'n'blues: una è la celebre I Got You (I Feel Good), qui eseguita in finto inglese, mentre l'altra, tradotta in italiano da Bardotti e da Luigi Tenco, è It's a Man's Man's Man's World.
Da quest'album viene poi tratto il 45 giri con Quand'ero soldato e, sul retro, Tutto il male del mondo, che, a differenza dell'LP, ottiene un discreto successo.
Anche il brano L'ora di piangere è una cover. Il brano originale è eseguito dal gruppo vocale The Shangri-Las, e si intitola Remember (Walking in the Sand).
All'inizio e alla fine dell'album vi sono due brevi brani in cui Dalla canta in scat il ritornello di I Got You (I Feel Good) a velocità quasi supersonica (evidente effetto del nastro accelerato).
La ristampa del 1989 mantiene la medesima veste grafica, con minimi cambiamenti. Il numero di catalogo è NL 74156.

## Tracce
Lato A
1. Intro – 0:48 (musica: Lucio Dalla)
2. Quando ero soldato – 2:47 (testo: Sergio Bardotti – musica: Gian Franco Reverberi)
3. Lei (non è per me) – 2:52 (musica tradizionale; testo italiano di Sergio Bardotti e Gino Paoli)
4. I got you – 2:29 (James Brown)
5. L'ora di piangere – 2:39 (George Morton; testo italiano di Sergio Bardotti ed Ettore Carrera)
6. L.S.D. – 2:15 (testo: Sergio Bardotti – musica: Gian Franco Reverberi e Lucio Dalla)
7. Mondo di uomini – 2:58 (James Brown; testo italiano di Sergio Bardotti e Luigi Tenco)

Lato B
1. 1999 – 2:23 (testo: Sergio Bardotti – musica: Gian Franco Reverberi e Lucio Dalla)
2. Tutto il male del mondo – 2:39 (testo: Sergio Bardotti – musica: Gian Franco Reverberi e Lucio Dalla)
3. Pafff...bum! – 2:20 (testo: Sergio Bardotti – musica: Gian Franco Reverberi)
4. La paura – 1:59 (testo: Sergio Bardotti – musica: Gian Piero Reverberi e Lucio Dalla)
5. Io non ci sarò – 3:01 (testo: Sergio Bardotti – musica: Gian Piero Reverberi e Lucio Dalla)
6. Le cose che vuoi – 2:57 (G. Zaffiri, M. Falzoni e Trombetti)
7. Finale – 2:55 (musica: Lucio Dalla)

## Formazione
- Lucio Dalla – voce, pianoforte, sax
- Gli Idoli:
  - Beppe Barlozzari – chitarra, voce
  - Giorgio Lecardi – chitarra, batteria
  - Bruno Cabassi – organo, tastiera
  - Emanuele Ardemagni – basso

### Altri musicisti
- I 4+4 di Nora Orlandi - cori in L'ora di piangere
- I Cantori Moderni di Alessandroni - cori in Io non ci sarò